# Бамберг, Карл Карлович
Карлис Бамбергс (в советских источниках Карл Карлович Бамберг; латыш. Kārlis Bambergs, 15 (27) февраля 1894, село Казданга (совр. Лиепайский район) — 7 сентября 1981) — советский и латвийский агрохимик. Академик АН Латвийской ССР (1951). Профессор Латвийского сельскохозяйственного университета (в Риге и Елгаве). Преподаватель Латвийского университета. Исследования Бамберга посвящены агрохимии, вопросам почвоведения и растениеводства.
Окончил Латвийский университет (1923). Преподавал там же до 1939 года.
Затем работал в Университете сельского хозяйства Елгавы, с 1944 по 1973 год преподаватель Латвийской сельскохозяйственной академии (Рига), с 1945 года — профессор.

## Сочинения
- Словарь терминов агрономии [Текст] : Агрохимия, растениеводство, плодоводство, почвоведение, декоративное садоводство, овощеводство, луговодство, земледелие : (Около 10 000 латыш. терминов) / Под ред. акад. проф. К. Бамберга. — Рига : Зинатне, 1973. — 657 с.; 17 см. — (Терминология/ АН ЛатвССР. Гл. ред. энциклопедий; 9).
- Augsnes reakcija un kaļošana, Rīga, 1954;
- Kīumiskie augu aizsardzības lidzekļi, Rīga, 1957.
- Organiskie. mēslosanas līdzekļi, Rīga, 1956;